# Teatre de bulevard

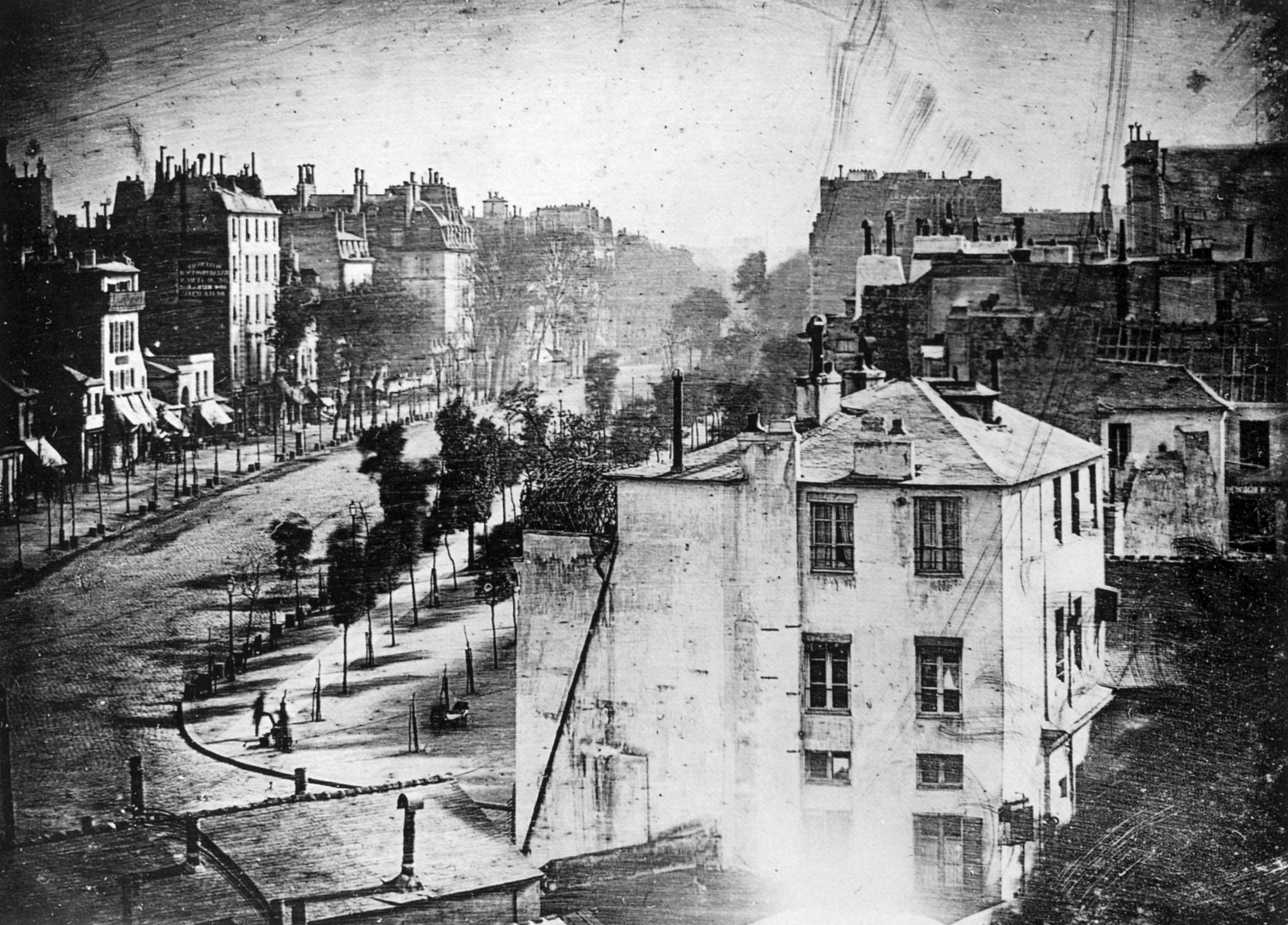
El boulevard del Temple el 1838 (daguerrotip de Louis Daguerre)

S'entén per Teatre de bulevard (en francès: Théâtre du boulevard) al teatre d'entreteniment i de diversió, promogut per l'empresa privada. Neix a París, a la fi del XIX en l'ambit cultural del fin de siècle. És un teatre d'entreteniment i de diversió que s'adreça a un públic que «no va al teatre a la recerca d'una nova perspectiva humana i dramàtica, sinó que ho ha de fer amb la pretensió de veure confirmada la que ja tenia.» És un públic que cerca una obra amb una història ben feta, sense massa experimentació i amb personatges arquetípiques fàcils per reconéixer, un tipus de teatre de vegades desconsiderat com a «comercial».
El bulevard com a estètica teatral sorgeix als bulevards del vell París. A partir de la segona meitat del segle xviii, el teatre burgès s'instal·la al Boulevard du Temple, aleshores anomenat popularment Bulevard del Crim pel fet d'estrenar-s'hi nombrosos melodrames i històries d'assassinats. Una altra de les atraccions és el Théâtre de Foire (teatre de la Fira) on es donen focs d'artifici, pantomimes, acrobàcies, espectacles amb animals… un repertori dit de bulevard allunyat del teatre clàssic o intel·lectualista. A partir del Segon Imperi, s'hi estrenen vodevils i comèdies d'intriga. A França, un programa de televisió anomenat Au théâtre ce soir (Aquest vespre al teatre) i dedicat a l'emissió d'obres de repetori ha divulgat aquest gènere durant més de vint anys (1966-1988).
Carles Soldevila (1892-1967) fou un autor destacat en aquest gènere en català, amb obres com Civilitzats, tanmateix o Els milions de l'oncle. També destaca Joan Oliver amb obres com Una mena d'orgull (1929) i Lluna de mel (1929). A l'època de la dictadura franquista, Xavier Regàs va traduir moltes obres de bulevard francesos al català des del 1946, tot i tenir molts problemes amb la censura que retallava dràsticament obres a les quals la frivolitat i les relacions extamatrimonials —element inevitable de quasi qualsevol obra de bulevard– i el paper de la dona no corresponia gaire al cànon del matrimoni nacionalcatòlic.

## Uns autors de «bulevard»
- Marcel Achard
- Jean Anouilh
- Émile Augier
- Marcel Aymé
- Pierre Barillet
- Henry Bataille
- Henry Becque
- Tristan Bernard
- Henri Bernstein
- Paul Bilhaud
- Henri-Frédéric Blanc
- Édouard Bourdet
- Alexandre Breffort
- Marc Camoletti
- Isabelle Candelier
- Alfred Capus
- Gaston Arman de Caillavet
- Jean Cocteau
- Georges Courteline
- Henry de Gorsse
- Lucien Descaves
- Jacques Deval
- Maurice Donnay
- Françoise Dorin
- Alexandre Dumas, fils
- Georges Feydeau
- Robert de Flers
- Jean-Pierre Gredy
- Sacha Guitry
- Thomas-Simon Gueullette
- Maurice Hennequin
- Albert Husson
- Eugène Labiche
- Henri Lavedan
- Julien Luchaire
- Claude Magnier
- Félicien Marceau
- Georges Mitchell
- Marcel Mithois
- Maurice Ordonneau
- Marcel Pagnol
- René Charles Guilbert de Pixérécourt
- Jean Poiret
- Georges de Porto-Riche
- Claude-André Puget
- Xavier Regàs i Castells
- Jules Romain
- Edmond Rostand
- André Roussin
- Armand Salacrou
- Joan Oliver i Sallarès
- Victorien Sardou
- Jean Sarment
- Eugène Scribe
- Carles Soldevila i Zubiburu
- Robert Thomas
- Albin Valabrègue
- Francis Veber
- Pierre Veber
- Louis Verneuil
- Pierre Wolff
- Maurice Yvain